# 井上三次
井上 三次（いのうえ さんじ。1948年3月10日 - ）は東京都出身で、日本競輪選手会埼玉支部に所属していた元競輪選手であり、1968年メキシコシティーオリンピックの自転車競技・日本代表選手。東京工業高等学校、法政大学出身。
大学時代は短距離種目を中心にインターカレッジ大会等で活躍。また日本短距離界の第一人者でもあった。1968年にウルグアイ・モンテビデオで開催された世界自転車選手権のアマチュア・タンデムスプリントにおいて、当時ライバルだった日本大学の班目隆雄とコンビを組んで3位入賞。班目とともに日本人選手として同大会初のメダリストとなった。また同年のメキシコオリンピックでは日本人選手としてただ一人自転車競技の代表に選ばれ、個人スプリント（二次予選敗退）と1kmタイムトライアル（19位）に出場した。
その後、班目とともに日本競輪学校第28期生として競輪選手となるが、競輪選手時代は特筆すべき成績は収めていない。1989年に引退。